# Бронніков Олександр Олександрович
Олекса́ндр Олекса́ндрович Бро́нніков — молодший сержант Збройних сил України.
Виконувач обов'язків командира мотопіхотного взводу, 57-ма бригада.

## Критика
Згідно з певними джерелами, Бронніков нахабно поводиться у побуті.

## Нагороди
За особисту мужність і героїзм, виявлені у захисті державного суверенітету та територіальної цілісності України, вірність військовій присязі під час російсько-української війни, відзначений — нагороджений
- 27 червня 2015 року — орденом «За мужність» III ступеня